# Diana Rowden

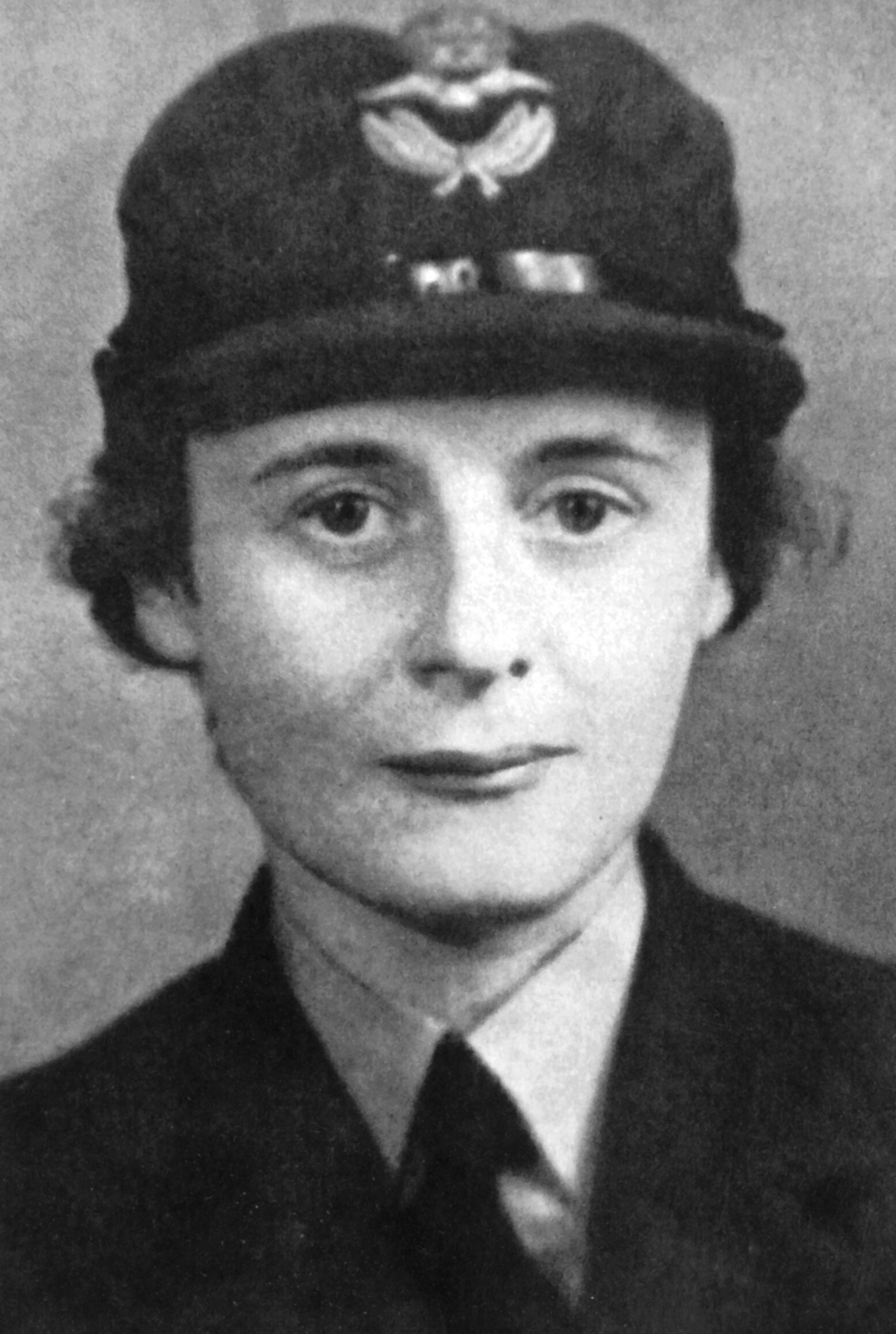
Diana Rowden

Diana Hope Rowden MBE (* 31. Januar 1915 in London; † 6. Juli 1944 im Konzentrationslager Natzweiler-Struthof) war eine Agentin der britischen nachrichtendienstlichen Spezialeinheit Special Operations Executive (SOE).

## Leben
Diana Rowden lebte nach der Scheidung ihrer Eltern, des schottischen Majors Aldred Rowden und seiner Frau Muriel Christian, mit ihrer Mutter und ihren beiden jüngeren Brüdern in Südfrankreich. Ihre Kinderjahre verbrachten sie an der französischen und italienischen Riviera, bis ihre Mutter beschloss, nach England zurückzukehren, damit die Kinder englische Schulen besuchen konnten. Nach ihrem Schulabschluss begann Rowden ein Sprachstudium an der Sorbonne in Paris mit dem Ziel, Journalistin zu werden. 
Bei Kriegsbeginn meldete sie sich zum französischen Roten Kreuz und wurde der anglo-amerikanischen Ambulanz des britischen Expeditionskorps zugeteilt. Als die alliierte Front in Nordfrankreich Ende Mai 1940 zusammenbrach, gelang es ihr nicht, in Dünkirchen auf eines der Fluchtboote zu gelangen, sodass sie bei Freunden untertauchen musste. Erst im Sommer 1941 konnte sie über Spanien und Portugal nach England fliehen, wo sie sich der Women’s Auxiliary Air Force (WAAF), der Frauenabteilung der Royal Air Force, anschloss und einen Offiziersrang im nachrichtendienstlichen Bereich erwarb.

## Agententätigkeit
Im März 1943 wurde Rowden wegen ihrer Französischkenntnisse von SOE, Sektion „F“, angeworben, um unter dem Tarnnamen „Paulette“ in Frankreich die Résistance zu unterstützen. Nach einer umfangreichen Ausbildung wurde sie in der Nacht des 16. auf den 17. Juni 1943 mit dem Fallschirm in der Nähe von Angers abgesetzt. Mit ihr landeten die SOE-Agentinnen Noor Inayat Khan und Cecily Lefort. Rowden reiste weiter nach Saint-Amour im Jura, einem kleinen Ort zwischen Lons-le-Saunier und Bourg-en-Bresse, wo sie als Kurier für den Agentenring „Acrobat“ unter dem Leiter John Renshaw Starr arbeiten sollte. Ihre gefälschten Papiere lauteten auf den Namen „Juliette Thérèse Rondeau“.
Einen Monat nach Rowdens Ankunft wurde Starr verhaftet, und Rowden musste sich mit dem „Acrobat“-Funker John Young bei der französischen Familie Janier-Dubry, die der Résistance angehörten, in Clairvaux-les-Lacs versteckt halten. Am 18. November 1943 wurden auch Rowden und Young festgenommen, nachdem der Sicherheitsdienst (SD) auf ihre Spur gekommen war. Am folgenden Tag wurden beide nach Paris transportiert, wo sie im Hauptquartier des Sicherheitsdiensts in der Avenue Foch zwei Wochen lang verhört wurden. Anschließend wurde Rowden in das Pariser Gefängnis Fresnes überstellt, Young wurde nach Deutschland deportiert und dort in einem Konzentrationslager getötet. 
Am 12. Mai 1944 brachte ein Lastwagen Rowden und sieben weitere in Fresnes festgehaltene SOE-Agentinnen, Yolande Beekman, Andrée Borrel, Madeleine Damerment, Vera Leigh, Sonia Olschanezky, Eliane Plewman und Odette Sansom in das Gefängnis in Karlsruhe, wo sie als sogenannte „Schutzhäftlinge“ in Einzelhaft gehalten wurden. Am 6. Juli wurden Diana Rowden, Andrée Borrel, Vera Leigh und Sonia Olschanezky in das Konzentrationslager Natzweiler-Struthof im Elsass deportiert. Noch am selben Abend erhielt jede von ihnen unter Vortäuschung einer Typhusimpfung eine tödliche Phenolinjektion von einem der Lagerärzte. Ihre Leichen wurden noch in der Nacht verbrannt. 1946 wurden fünf Tatbeschuldigte im Natzweiler-Prozess von einem britischen Militärgericht in Wuppertal wegen dieses Kriegsverbrechens (Verstoß gegen Artikel 30 der Haager Landkriegsordnung) verurteilt.

## Ehrungen
Posthum ehrte Großbritannien Diana Rowden mit der Aufnahme in den Order of the British Empire. Gewürdigt wird sie auf den Gedenktafeln des Scottish National War Memorial in Edinburgh, des Runnymede Memorial in Surrey. Frankreich ernannte sie ehrenhalber zum Mitglied der Ehrenlegion, verlieh ihr das Croix de guerre 1939–1945 und als eine von 91 Männern und 13 Frauen, die im Dienst von SOE für die Freiheit Frankreichs starben, wird sie auf dem SOE-Mahnmal in Valençay im Département Indre gewürdigt. In der Gedenkstätte des Konzentrationslagers Natzweiler-Struthof erinnert eine Plakette an die Ermordung Rowdens und ihrer drei Gefährtinnen.